# Jair da Costa
Jair da Costa (ur. 9 lipca 1940 w Santo André, zm. 26 kwietnia 2025 w Osasco) – brazylijski piłkarz, który grał na pozycji napastnika. W 1962 roku przeszedł z klubu Portuguesa São Paulo do FC Internazionale Milano. W barwach popularnych Nerazzurich grał przez 10 lat - od 1962 do 1972 roku z przerwą spowodowaną transferem do AS Roma. Grał też w barwach Santos FC i Windsor Star z Kanady.
Sukcesy z FC Internazionale Milano:
- 4 x scudetto czyli mistrzostwo Włoch (1963, 1965, 1966, 1971)
- dwa razy wygrał Puchar Europy (1964, 1965)
- dwa puchary Interkontynentalne (1964, 1965)

W 1962 roku z reprezentacją Brazylii zdobył również mistrzostwo świata.
Po złotych latach w FC Internazionale przeniósł się do ojczyzny, a dokładniej do Santos FC, by u boku najlepszego piłkarza świata, Pelé, grać do końca swej kariery. Jego ostatnim meczem w barwach FC Internazionale, były derby Mediolanu FC Internazionale Milano – AC Milan.